# Forcola
Forcola är en ort och kommun i provinsen Sondrio i regionen Lombardiet i Italien. Kommunen hade 811 invånare (2018).